# Vera Lombardi
Vera Lombardi (Napoli, 11 aprile 1904 – Napoli, 26 ottobre 1995) è stata una politica italiana.

## Biografia
Era figlia di Giovanni Lombardi, giurista e parlamentare eletto per il PSI nel collegio di Trani nel 1919, successivamente presidente del CLN napoletano e membro dell'Assemblea Costituente. Sua madre era Rosa Pignatari che lavorava come curatrice e traduttrice delle opere di Marx ed Engels per le edizioni dell'Avanti!. Frequentò il liceo Umberto I di Napoli, dopo il quale intraprese gli studi universitari di filosofia presso l'Università di Napoli, laureandosi nel 1928 con una tesi su Charles Renouvier, pubblicata nel 1932. Nello stesso anno vinse il concorso a cattedra cominciando l'attività di insegnante in istituti magistrali di Salerno e Avellino prima di ottenere il trasferimento a Napoli nel 1938 e nel 1946 l'incarico di storia e filosofia presso il liceo Umberto, dove aveva studiato.
Nel 1945 si iscrisse al PSIUP (denominazione presa dal Partito Socialista Italiano dopo la fusione con il Movimento di Unità Proletaria) e fece parte del direttivo della federazione napoletana. Aderì ad Iniziativa socialista, corrente europeista e critica dello stalinismo. Dopo la scissione all'interno del partito socialista del 1947, aderì al Partito Socialista dei Lavoratori Italiani (dal 1952 PSDI) di Giuseppe Saragat dove fu nominata alla direzione nazionale ma dal quale, delusa, uscì poco dopo il congresso nazionale di Napoli del 1948, critica rispetto alla linea maggioritaria filogovernativa. Successivamente aderì al Movimento dei lavoratori italiani, poi Unione Socialista Indipendente, di cui facevano parte fra gli altri Lucio Libertini, Valdo Magnani e Aldo Cucchi.
Rientrata nel PSI con la confluenza in esso dell'Unione Socialista Indipendente, abbandonò il partito dopo il Congresso nazionale PSI-PSDI unificati del 1968. Dopo il congresso si allontanò dalla politica istituzionale attiva dedicandosi principalmente al lavoro per l'Istituto campano per la storia della Resistenza del quale fu socia fondatrice, che diresse dal 1969 al 1977 durante la presidenza di Pasquale Schiano, e del quale assunse infine la presidenza dal 1977. Nello stesso periodo partecipò ad iniziative di impegno civile e culturale a Napoli al di fuori dell'Istituto, contribuendo alla fondazione dell'Associazione Risveglio Napoli e dell'Istituto di studi Carlo Pisacane. Nel 1987, dopo un lungo periodo di lontananza, partecipò alle elezioni amministrative come capolista per Democrazia Proletaria, venendo eletta al consiglio comunale e alla presidenza della commissione cultura con voto unanime. Alla sua morte, nel 1995, le fu intitolato l'Istituto campano per la storia della Resistenza.

## Curiosità
- Nel 1992 il regista Mario Martone la chiamò ad interpretare il ruolo di Maria Bakunin nel film Morte di un matematico napoletano dedicato agli ultimi giorni di vita del celebre matematico Renato Caccioppoli.

## Opere
- Vera Lombardi, Lo sviluppo del pensiero di Charles Renouvier, Napoli, Perrella, 1932.
- Vera Lombardi, Arte e società, in Atti del III congresso internazionale di estetica, Venezia 3-5 settembre 1956, Torino, 1956,  pp. 390-394.
- Vera Lombardi, Il costituirsi del rapporto uomo-natura attraverso le testimonianze delle prime culture umane, in Atti del XII congresso internazionale di filosofia, Venezia, 12-18 settembre 1958, 1958,  pp. 117-125.
- Vera Lombardi, Resistenza e ricostruzione, in Alle radici del nostro presente. Napoli e la Campania dal fascismo alla repubblica (1943-1946), Napoli, Guida, 1986,  pp. 3-15, ISBN 88-7042-821-4.
- Vera Lombardi, ...E come scelta la libertà: resistenza, scuola, società, Napoli, Athena, 1987.